# ФК Акрингтън Станли
ФК Акрингтън Станли (на английски: Accrington Stanley Football Club) е английски футболен отбор от град Акрингтън, Ланкашър. Клубът е създаден през 1968. От сезон 2006 – 07 е състезател в Втора лига. 44 години в града няма професионален отбор и на 15 април, 2006 благодарение на Пол Мулин, клуба получава промоция за професионалната Втора лига след като става шампион в Националната Конференция. Иронично, Оксфорд Юнайтед е един от изпадналите отбори, а през 1962 именно Оксфорд бе избран да замести бившия Акрингтън Станли във Футболната лига. Клубът няма връзка с бившите отбори Акрингтън Станли от 1891 и с ФК Акрингтън.

## Български футболисти
- Димитър Евтимов: 2019/20 - (30 мача - 0 гола)